# Singapur-Dollar

Zwei-Dollar-Banknote der Schiffsserie

Wechselkurs des Euro zum Singapur-Dollar seit 1999

Der Singapur-Dollar ist die Währung der Republik Singapur.
Das Board of Commissioners of Currency, Singapore (BCCS) hat das alleinige Recht, Banknoten und Münzen herauszugeben. Der Singapur-Dollar ist eine frei gehandelte Währung, die über einen Warenkorb mit anderen Währungen durch die Behörde Monetary Authority of Singapore überwacht wird. Aus welchen Währungen sich dieser zusammensetzt, wird geheim gehalten, um zu verhindern, dass Spekulanten die Währung angreifen oder von außen Druck auf den Singapur-Dollar ausgeübt werden kann.
Es besteht eine feste Kopplung des Wechselkurses im Verhältnis von 1:1 zum Brunei-Dollar. Die Geldscheine und Münzen beider Staaten sind auch im jeweils anderen Staat gültiges Zahlungsmittel.

## Historisches
Nach dem Ausschluss Singapurs aus der Föderation Malaysia im Jahr 1965 existierte für zwei weitere Jahre eine Währungsunion mit Malaysia und Brunei. Differenzen über die Ausgestaltung der Währungsunion, besonders hinsichtlich der Zentralbank und dem Ausmaß an Eigenständigkeit, führten 1967 zu einem Bruch der Währungsunion.
Die drei Länder emittierten fortan eigene nationale Währungen auf Grundlage des Currency Interchangeability Agreement (CIA), welche mit einem festen Wechselkurs von 1 : 0,1167 an das britische Pfund gebunden waren.

Dies ist der Grund dafür, dass bis 1973 der malaysische Ringgit sowie der Brunei-Dollar übergangsweise auch in Singapur und der Singapur-Dollar auch in Malaysia und Brunei akzeptiert wurde. Im Jahr 1973 wurde das Bretton-Woods-System fester Wechselkurse und der Gold-Bindung des US-Dollar abgeschafft, was Großbritannien zu einer Abwertung seiner Währung veranlasste. Malaysia nahm die Gelegenheit wahr und kündigte das CIA auf, sodass die gegenseitige Austauschbarkeit nur mit Brunei aufrechterhalten wurde.

## Banknoten
Bisher erschienen vier Banknoten-Serien (genannt Orchideen-, Vogel-, Schiffs- bzw. Porträt-Serie). Derzeit im Umlauf ist die Porträt-Serie, herausgegeben 1999. Vereinzelt erhält man noch Banknoten der Schiffsserie. Seit 1990 werden die Papiernoten Schritt für Schritt durch Banknoten aus einem Polymer ersetzt, zuletzt erschien am 18. Mai 2007 die 5-Dollar-Note. Außerdem wurde im Juni 2007 eine 20-Dollar-Gedenkbanknote, ebenfalls in Polymer, herausgegeben. Die Rückseite zeigt ein gemeinsames Motiv, die Vorderseite lehnt sich vom Design an die Umlaufnoten beider Länder Singapur und Brunei an. Anstelle eines Wasserzeichens besitzen diese ein filigran bedrucktes transparentes Fenster.
Die Porträt-Serie gibt es in den Abstufungen 2, 5, 10, 50, 100, 1.000 und 10.000 SGD. Die 10.000-S$-Banknote wird seit 2014 nicht mehr ausgegeben, im Umlauf befindliche Scheine werden eingezogen. Dieser Entscheidung sind Beschwerden indonesischer Behörden vorausgegangen, sodass in einigen Berichten vom Druck Indonesiens die Rede ist. Am 1. Januar 2021 wurde auch die Ausgabe der 1.000-S$-Banknote eingestellt, wobei diese Scheine im Unterschied zu den größeren nicht eingezogen werden. Die Abstufungen der anderen Serien unterscheiden sich geringfügig (zum Beispiel 20-$-Note). Die derzeitige Serie zeigt auf der Vorderseite das Porträt von Inche Yusuf bin Ishaq, dem ersten Präsidenten der Republik Singapur. Die Rückseite stilisiert die bürgerlichen Werte:
- 2 Dollar – „Bildung/Schule“
- 5 Dollar – „Natur/Gartenstadt“
- 10 Dollar – „Sport“
- 50 Dollar – „Kunst“
- 100 Dollar – „Jugend“
- 1.000 Dollar – „Regierung“
- 10.000 Dollar – „Wirtschaft“

## Münzen

20-Cent-Münze aus der zweiten Serie, Prägejahr 2007. Die Wertseite zeigt Calliandra surinamensis.

Die Münzen in den Wertstufen 1, 5, 10, 20 und 50 Cent sowie 1 Dollar werden in erste (Tiere) und zweite (Flora) Serie unterteilt. Die erste Serie erschien am 20. November 1967 und symbolisierte mit ihren Motiven den Bruch mit der kolonialen Vergangenheit. Zuvor hatten die Münzen auf dem Revers das Abbild des britischen Monarchen gezeigt. Die Münzen der zweiten Serie wurden zwischen 1985 und 1987 eingeführt. Auf der Wertseite sind lokale Pflanzen und Blumen dargestellt. Auf der Rückseite ist das Wappen Singapurs. Ende 2002 wurde die Prägung der 1-Cent-Münze eingestellt. Grund hierfür war die niedrige Rücklaufrate, weil die meisten Münzen verloren gingen. Der Handel rundet seitdem auf die nächste 5-Cent-Stelle auf oder ab. Interessant ist, dass noch zu dieser Zeit aus den Depots der Banken 1-Cent-Münzen der ersten Serie ausgegeben wurden. Im Jahr 2018 hat Singapur die bisher umlaufende Ein-Dollar-Münze durch eine solche aus Bimetall ersetzt.